# Labeobarbus mirabilis
Labeobarbus mirabilis é um peixe da família Cyprinidae, descrito por Pappenheim em 1914.